# پزو مکزیک
"پِزوی مکزیک" یا "پسوی مکزیک" یا "پسوس مکزیک" (نشانه $ کد: MXN) یکای پول رایج در کشور مکزیک است. هر پزو به ۱۰۰ سنتاوو تقسیم می‌شود. سنتاوو به معنای ۱۰۰/۱ است.
پزو و دلار مدرن هردو از ارزهایی هستند که منشأ مشترک آنان در قرن ۱۵ تا ۱۹ میلادی از دلار اسپانیایی می‌آید، و همچنان از نشانهٔ آن "$" استفاده می‌کنند. پزوی مکزیک دوازدهمین ارز جهان از نظر دادوستد است، و سومین در معامله‌های آمریکا و تا حد زیادی ارز استفاده‌شده در معامله‌های ارزی آمریکای لاتین است.
امروزه کد ایزو ۴۲۱۷ که برای پزو به کار گرفته می‌شود "MXN" است. قبل از حذف صفرهای پزو در سال ۱۹۹۳ میلادی (هر ۱٬۰۰۰ پزو به ۱ پزو جدید تبدیل شد) کد"MXP" به کار گرفته می‌شد. هر پزو به ۱۰۰ "سنتاوس" (صده) تقسیم می‌شود و نشانهٔ آن "¢" است.

## نام
نام «پزو» یا «پسو» در اصل به خاطر بکارگیری واژهٔ پزو (پسو) اورو (Peso Oro «وزن طلا») و پزو (پسو) پلاتا (Peso Plata «وزن نقره‌ای») است. برگردان واژهٔ «پسو» یا «پزو» از زبان اسپانیایی به فارسی «وزن» است.

## پزوی قدیم و پزوی جدید
در سال‌های ۱۹۷۰ تا ۱۹۹۰ میلادی، پزوی مکزیک با تورم بسیار بالایی مواجه بود، به‌طوری‌که در سال‌های ۱۹۹۰ بانک مرکزی مکزیک مجبور به چاپ اسکناس‌های ۱۰۰٬۰۰۰$ پزویی شده بود (این اسکناس بالاترین مبلغ اسکناسی مکزیک بود) به این خاطر دولت تصمیم گرفت تا دست به حذف کردن ۳ صفر از واحد پول بزند. با این کار در سال ۱۹۹۳ میلادی، بعد از این که صحبت‌های زیادی در مورد نام واحد پل جدید شده بود هر ۱٬۰۰۰ پزو قدیم به ۱ پزو جدید تبدیل شد و تا سال ۱۹۹۶ تمام اسکناس‌ها و سکه‌ها با واژهٔ «جدید» (NUEVO => N) همراه بود (۱٬۰۰۰$ قدیم = ۱$N). همچنین برای اینکه اشتباهی پیش نیاید، به تمامی سکه‌ها و اسکناس‌ها کاملاً نمای دیگری داده شد.

## اسکناس‌های در چرخه
| سری D      | سری D      | سری D  | سری D       | سری D             | سری D                    | سری D                               | سری D                         | سری D                             | سری D           |
| نگار       | نگار       | ارزش   | اندازه      | رنگ               | توضیحات                  | توضیحات                             | تاریخ                         | تاریخ                             | تاریخ           |
| روی اسکناس | پشت اسکناس | ارزش   | اندازه      | رنگ               | روی اسکناس               | پشت اسکناس                          | چاپ                           | در گردش از                        | از گردش خارج در |
| ---------- | ---------- | ------ | ----------- | ----------------- | ------------------------ | ----------------------------------- | ----------------------------- | --------------------------------- | --------------- |
|            |            | $۱۰    | ۱۲۹ × ۶۶ mm | آکوا              | امیلیانو ساپاتا          | نگاره‌ای ازمورلوس                    | ۶ مه ۱۹۹۴                     | ۱۹۹۶                              | ۱۹۹۷            |
|            |            | $۲۰    | ۱۲۹ × ۶۶ mm | آبی               | بنیتو خوارس              | بنای یادبود بنیتو خوارس، مکزیکوسیتی | ۶ مه ۱۹۹۴ ۱۷ مه ۲۰۰۱ (پلیمری) | ۱۹۹۶ ۳۰ سپتامبر ۲۰۰۲              | جاری            |
|            |            | $۵۰    | ۱۲۹ × ۶۶ mm | بنفش مایل به قرمز | خوسه ماریا مورلوس        | نگاری از میچوآکان                   | ۶ مه ۱۹۹۴ ۱۸ اکتبر ۲۰۰۰       | ۱۹۹۶ ۱۵اکتبر ۲۰۰۱                 | جاری            |
|            |            | $۱۰۰   | ۱۵۵ × ۶۶ mm | قرمز              | نزاهوالکیوتل             | شوچیپیی                             | ۶ مه ۱۹۹۴ ۱۸ اکتبر ۲۰۰۰       | ۱۹۹۶ ۱۵ اکتبر ۲۰۰۱ ۱۹ دسامبر ۲۰۰۵ | جاری            |
|            |            | $۲۰۰   | ۱۵۵ × ۶۶ mm | سبز               | سور خوانا اینس د لا کروز | نمای معبد سن خرونیمو                | ۷ فوریه ۱۹۹۵ ۱۸ اکتبر ۲۰۰۰    | ۱۹۹۶ ۱۵ اکتبر ۲۰۰۱ ۱۹ دسامبر ۲۰۰۵ | جاری            |
|            |            | $۵۰۰   | ۱۵۵ × ۶۶ mm | قهوهای            | ایگناسیو ساراگوسا        | کاتدرال پوئبلا                      | ۷ فوریه ۱۹۹۵ ۱۸ اکتبر ۲۰۰۰    | ۱۹۹۶ ۱۵ اکتبر ۲۰۰۱ ۱۹ دسامبر ۲۰۰۵ | جاری            |
|            |            | $۱٬۰۰۰ | ۱۵۵ × ۶۶ mm | فیروزه‌ای          | میگل ایدالگو             | دانشگاه گوآناخوآتو، چشمهٔ "باراتییو" | ۲۶ مارس ۲۰۰۲                  | ۱۵ نوامبر ۲۰۰۴                    | جاری            |
| سری F      |            |        |             |                   |                          |                                     |                               |                                   |                 |
|            |            | $۲۰    | ۱۲۷ × ۶۶ mm | آبی               | بنیتو خوارس              | مونته البان                         | ۱۶ ژوئن ۲۰۰۶                  | ۲۰ اوت ۲۰۰۷                       | جاری            |
|            |            | $۵۰    | ۱۲۷ × ۶۶ mm | بنفش مایل به قرمز | خوسه ماریا مورلوس        | قنات مورلیا                         | ۵ نوامبر ۲۰۰۴                 | ۲۱ نوامبر ۲۰۰۶                    | جاری            |
|            |            | $۱۰۰   | ۱۳۴ × ۶۶ mm | قرمز و زرد        | نزاهوالکیوتل             | نمای تمپلو مایور، قنات تنوشتیتلان   |                               | ۹ اوت ۲۰۱۰                        | جاری            |
|            |            | $۲۰۰   | ۱۴۱ × ۶۶ mm | سبز               | سور خوانا اینس د لا کروز | چیملواکان                           | ۱۵ فوریه ۲۰۰۸                 | ۱۱ سپتامبر ۲۰۰۸                   | جاری            |
|            |            | $۵۰۰   | ۱۴۸ × ۶۶ mm | قهوهای            | دیه‌گو ریورا              | فریدا کالو                          |                               | ۳۰ اوت ۲۰۱۰                       | جاری            |
|            |            | $۱٬۰۰۰ | ۱۵۵ × ۶۶ mm | ارغوانی           | میگل ایدالگو             | دانشگاه گوآناخوآتو                  |                               | ۷ آوریل ۲۰۰۸                      | جاری            |

## ارزها با بیشترین چرخش در بازار جهان
| رتبه       | ارزها         | کد ایزو ۴۲۱۷ (نشان) | ٪ سهم روزانه (۱۶ سپتامبر ۲۰۱۹) |
| ---------- | ------------- | ------------------- | ------------------------------ |
| ۱          | دلار آمریکا   | USD (US$)           | ۸۸٫۳%                          |
| ۲          | یورو          | EUR (€)             | ۳۲٫۳٪                          |
| ۳          | ین ژاپن       | JPY (¥)             | ۱۶٫۸٪                          |
| ۴          | پوند استرلینگ | GBP (£)             | ۱۲٫۸٪                          |
| ۵          | دلار استرالیا | AUD (A$)            | ۶٫۸٪                           |
| ۶          | دلار کانادا   | CAD (C$)            | ۵٫۰٪                           |
| ۷          | فرانک سوئیس   | CHF (Fr)            | ۵٫۰٪                           |
| ۸          | یوان چین      | CNY (元)            | ۴٫۳٪                           |
| ۹          | دلار هنگ کنگ  | HKD (HK$)           | ۳٫۵٪                           |
| ۱۰         | دلار نیوزیلند | NZD (NZ$)           | ۲٫۱٪                           |
| ۱۱         | کرون سوئد     | (kr) SEK            | ۲٫۰٪                           |
| ۱۲         | وون کره جنوبی | (₩) KRW             | ۲٫۰٪                           |
| ۱۳         | دلار سنگاپور  | SGD (S$)            | ۱٫۸%                           |
| ۱۴         | کرون نروژ     | NOK (kr)            | ۱٫۸٪                           |
| ۱۵         | پزو مکزیک     | MXN ($)             | ۱٫۷٪                           |
| دیگر ارزها | دیگر ارزها    | دیگر ارزها          | ۱۳٫۸٪                          |
| جمع کل     | جمع کل        | جمع کل              | ۲۰۰٪                           |

## کشورهای دیگر که پزو یکای پول آن‌ها است
| نام کشور        | یکای پول "پزو" |
| --------------- | -------------- |
| آرژانتین        | پزو آرژانتین   |
| جمهوری دومینیکن | پزو دومینیکن   |
| شیلی            | پزو شیلی       |
| فیلیپین         | پزو فیلیپین    |
| کلمبیا          | پزو کلمبیا     |
| کوبا            | پزو کوبا       |
| مکزیک           | پزو مکزیک      |